# Maria Helena Braga
Maria Helena Sousa Soares de Oliveira Braga (Porto, 14 de setembro de 1971) é professora associada no Departamento de Engenharia Física da Universidade do Porto, em Portugal. A sua investigação está centrada nas áreas de ciência dos Materiais e engenharia de materiais da Universidade do Porto e da Universidade do Texas em Austin. Ela é creditada com a ampliação do entendimento das baterias e eletrólito de vidro.